# Xenxek
Xenxek fou un faraó probablement de la dinastia XIV de l'antic Egipte.
El seu nom ha estat llegit també com a Xanse, Xenes o Xensu, i podria ser el mateix que Xeneh.